# Planeta DeAgostini
Редакция Планета Де-Агостини (англ. Editorial Planeta-DeAgostini) — это испанско-итальянский издатель и дочерняя компания Grupo Planeta, специализирующаяся на коллекционных книгах, периодически продающихся через газетные киоски. Она имеет свою штаб-квартиру в Барселоне.
Она распространяет книги комиксов и мангу под названием Planeta DeAgostini Comics, а также является основным акционером телекомпании Antena 3 de Television.
Planeta-DeAgostini работает в Аргентине, Бразилии, Чили, Колумбии, Эквадоре, Италии, Мексике, Португалии, Испании, Уругвае и Венесуэле.

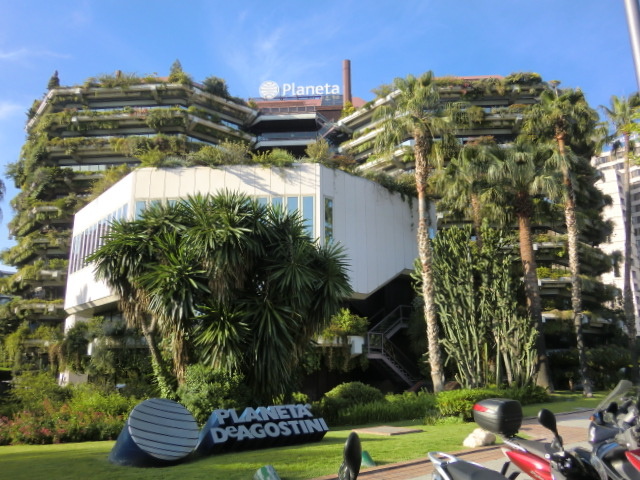
Головной офис Planeta DeAgostini